# Björn Andrésen
Björn Johan Andrésen (Stoccolma, 26 gennaio 1955) è un attore e musicista svedese, divenuto famoso per il ruolo del quattordicenne Tadzio nel film Morte a Venezia di Luchino Visconti, tratto dall'omonimo racconto di Thomas Mann.

## Carriera
Andrésen aveva recitato solamente in un film, En kärlekshistoria (1970), all'epoca in cui recitò in Morte a Venezia, film che gli diede fama mondiale. Andrésen fu notato per la sua performance come Tadzio, il bellissimo ragazzo polacco dal quale il protagonista più anziano del film, Gustav von Aschenbach, diviene ossessionato. Lo storico cinematografico Lawrence J. Quirk commentò che alcune immagini di Andrésen «potevano essere prese dalla pellicola e appese nelle sale del Louvre o del Vaticano».
All'epoca dell'uscita del film negli Stati Uniti girarono voci secondo le quali Andrésen fosse omosessuale, dato che nella pellicola scambia occhiate che possono ambiguamente essere intese come romantiche con il protagonista, di cui è l'oggetto del desiderio. Andrésen negò enfaticamente queste voci e successivamente narrò il suo disagio nell'essere stato portato dal regista Luchino Visconti, quando il film fu presentato in anteprima al festival di Cannes, a visitare un bar gay, dove era stato oggetto dell'attenzione di uomini più anziani.
Dopo Morte a Venezia, Andrésen ottenne grande successo in Giappone come cantante, tanto da attirare l'attenzione dell'autrice di manga Riyoko Ikeda che si sarebbe ispirata al suo volto per creare il personaggio androgino di Lady  Oscar.
Ansioso di cancellare le voci sulla sua omosessualità e di far dimenticare la sua immagine di "bel ragazzo", Andrésen evitò successivamente ruoli omosessuali o che riteneva si sarebbero basati solo sul suo bell'aspetto e si arrabbiò quando la scrittrice femminista Germaine Greer usò una sua fotografia per la copertina del libro Il ragazzo (2003), senza chiedere il suo permesso.

## Vita privata
Björn Andrésen attualmente lavora come musicista, partecipando occasionalmente a qualche serie televisiva svedese. Ha avuto due figli: Robin, nata nel 1984 da un precedente matrimonio, ed Elvin, nato nel 1986 e morto a soli nove mesi a causa della sindrome della morte improvvisa del lattante.

## Filmografia

### Cinema
- En kärlekshistoria, regia di Roy Andersson (1970)
- Morte a Venezia, regia di Luchino Visconti (1971)
- Bluff Stop, regia di Jonas Cornell (1977)
- Den enfaldige mördaren, regia di Hans Alfredson (1982)
- Gräsänklingar, regia di Hans Iveberg (1982)
- Smugglarkungen, regia di Sune Lund-Sørensen (1985)
- Morrhår & ärtor, regia di Gösta Ekman (1986)
- Lucifer Sensommer - gult og sort, regia di Roar Skolmen (1990)
- Kojan, regia di Anders Lennberg (1992)
- Pelikaanimies, regia di Liisa Helminen (2004)
- Midsommar - Il villaggio dei dannati (Midsommar), regia di Ari Aster (2019)
- Il ragazzo più bello del mondo (Världens vackraste pojke), regia di Kristina Lindström e Kristian Petri (2021) – documentario

### Televisione
- Alla ricerca di Tadzio (1970)
- Lysande landning (1987) Film TV
- Maskrosbarn (1989) Film TV
- Rederiet, nell'episodio Förföljd av otur (1994)
- Arena, nell'episodio The Private Dirk Bogarde (2001)
- Lasermannen (2005)
- Världarnas bok, nell'episodio Episode #1.6 (2006)